# Magnus Andreas Thulstrup
 (août 2025).
Magnus Andreas Thulstrup (13 avril 1769-18 mai 1844) était un chirurgien norvégien. À partir de 1814, il est professeur de chirurgie et d'obstétrique à l'université d'Oslo. À partir de 1826, il était chirurgien en chef à l'hôpital universitaire d'Oslo, Rikshospitalet. Il a été membre de la commission de législation pharmaceutique et de la Société médicale norvégienne (Det Norske Medicinske Selskab ),,. Il fut l'un des premiers professeurs de l'Université de Christiania. Il a suivi une formation dans le domaine militaire, qui a évolué vers l'anatomie et la chirurgie modernes. Sa carrière de médecin militaire culmina en 1819 avec le poste de chirurgien général norvégien.
Il était marié à Eleonore F. Clauson-Kaas.